# Kanamat Botašev
Kanamat Chusejevič Botašev (rusky Канамат Хусеевич Боташев, 20. května 1959 – 22. května 2022) byl ruský generálmajor letectva a bývalý velitel letecké základny Voroněž-Malševo.

## Život
Patřil do nejvyšší třídy podle klasifikace ruských vojenských pilotů, jejichž výcvik trvá 10 až 12 let.
Do civilu měl odejít v roce 2013 poté, co havaroval s letounem Su-27, na jehož pilotování neměl příslušné povolení.

### Sestřelení
Podle generálního štábu ukrajinské armády byl 22. května 2022 sestřelen ruský bitevní letoun Su-25 nad Luhanskou oblastí, přičemž pilot se nestihl katapultovat. Britské stanici BBC potvrdili tři bývalí podřízení Botaševa, kteří si přáli zůstat v anonymitě, že zničený letoun pilotoval právě on. Podle dostupných zdrojů byl jeho letoun sestřelen protiletadlovým přenosným raketovým kompletem země-vzduch Stinger.